# Балка Червоногорівська
Балка Червоногорівська (охоронна зона 30 м) — ландшафтний заказник місцевого значення. Об'єкт розташований на території Новомиколаївського району Запорізької області, біля села Іванівського, межує з полями кормового сівозміну №1.
Площа — 67,2 га, статус отриманий у 1992 році.